# ラインクラフト
ラインクラフト（欧字名:Rhein Kraft、2002年4月4日 - 2006年8月19日）は、日本の競走馬。
2005年の桜花賞（GI）、NHKマイルカップ（GI）の勝ち馬。その他牝馬限定重賞を3勝したが、4歳で没した。

## 生涯

### デビューまで
ダイナシュートは、1984年の京成杯3歳ステークス（GII）など重賞3勝を挙げ、繁殖牝馬となった。その5番仔として、1993年に生産されたマストビーラヴド（父:サンデーサイレンス）は3戦未勝利で繁殖牝馬となった。4年で3頭を生産した後、2000年からシャトル種牡馬として日本で供用されていたエンドスウィープが種付けされた。2002年4月4日、北海道早来町のノーザンファームにて4番仔の牝馬（後のラインクラフト）が誕生した。
牧場時代の仔は、気性が素直で騎乗者の感触も良く、周辺の評価が高かった。ノーザンファーム空港牧場に移り、脚元が弱いため慎重に育成が施された。
大澤繁昌が所有し「ラインクラフト」と命名され、栗東トレーニングセンターの瀬戸口勉厩舎に入厩した。

### 競走馬時代

#### 2歳（2004年）
10月16日、京都競馬場の新馬戦（牝馬限定、芝1400メートル）でデビュー。出走直前の併せ馬調教で後れを取ったため、3番人気の支持であったが、先行から直線で後方に5馬身離して勝利した。2戦目のファンタジーステークス（GIII）も2着モンローブロンドに4馬身差をつけて快勝し、阪神ジュベナイルフィリーズ（GI）に駒を進めた。単勝1.7倍の圧倒的な1番人気で挑んだ同レースは、直線猛然と外から追い込んだものの、鞍上の福永祐一が想定していたより脚色が伸びずショウナンパントルからアタマ差、2着アンブロワーズにもハナ差届かない3着に敗れた。

#### 3歳（2005年）

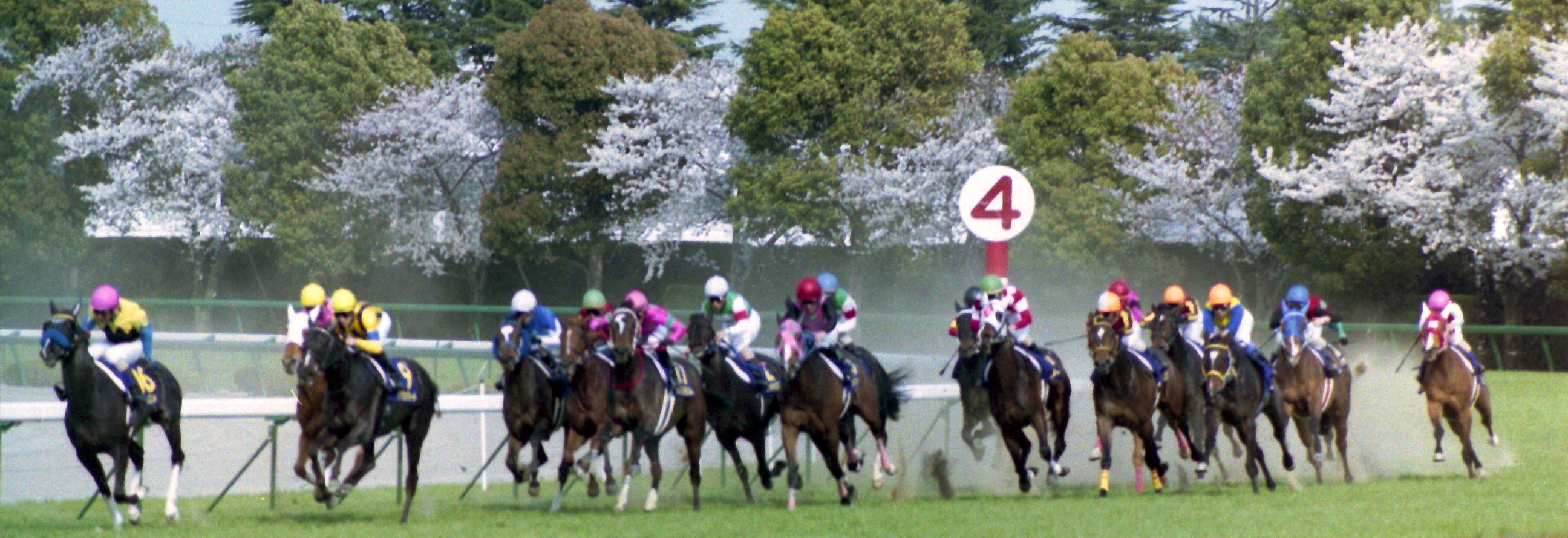
第65回桜花賞
左から6頭目 桃帽がラインクラフト

フィリーズレビュー（GII）から始動し、このレースを勝利すると桜花賞に挑んだ。桜花賞では2番人気で迎え、好位5番手追走から直線先頭に立ち、最後は追い込んできた1番人気のシーザリオをアタマ差で抑えてGIを初勝利した。距離の長い優駿牝馬（オークス）（GI）を回避し、史上初めてクラシックホースとして出走したNHKマイルカップでは福永曰く「状態は今までの中で最高」で迎え、スローペースを味方につけて4番手追走から直線インコースから抜け出し、デアリングハートに1馬身4分の3の差をつけて優勝、牡馬を破って桜花賞とNHKマイルカップを制覇という組み合わせでの変則二冠を達成した。
秋初戦のローズステークスでは先に抜け出し逃げ込みを図るも、ゴール目前でエアメサイアに差され、2着に敗れた。続く秋華賞では変則三冠馬となれるのかどうかが注目されたが、またしても直線抜け出したところでエアメサイアとの一騎打ちの様相を呈し、最後はクビ差振り切られて2着と敗れた。福永によれば、ローズステークスを叩いていたにもかかわらず少し行きたがるそぶりを見せ、また3コーナーで接触し馬が気を悪くしていたという。ハットトリックやダイワメジャー、叔父アドマイヤマックスなど歴戦の古馬との初対戦のレースとなったマイルチャンピオンシップでは桜花賞、NHKマイルカップに続くマイルGI3連勝がかかっており、マイルチャンピオンシップ3連覇がかかっていたデュランダルに続く2番人気の支持を得る。レースでは中団に位置取りし、直線では先に抜け出したダイワメジャー、ダンスインザムードを捕まえにかかったところで大外を強襲したハットトリックに交わされたものの、ハットトリック、ダイワメジャーに続く3着と健闘した。その後、年末の阪神牝馬ステークスにも単勝1.6倍の圧倒的1番人気で出走したが逃げる形になり、最後は力尽きて有終の美を飾ったアドマイヤグルーヴの4着に敗れた。JRA賞選考では、シーザリオにわずか9票差及ばず最優秀3歳牝馬の座を逸した。

#### 4歳（2006年）
2006年に入り、直前まで出走は未定だったものの、スプリントGI・高松宮記念に挑戦した。レースでは好位を進み、直線では外から急襲してオレハマッテルゼの2着に入る。新設GI・ヴィクトリアマイルが開催される事になり、前年より1ハロン短い1400mの前哨戦として同年の春に行われることになった阪神牝馬ステークスでは、好位追走から先頭に立ってエアメサイアらを寄せ付けずに勝利し、久々の勝利を挙げる。ヴィクトリアマイルでは単勝1番人気に支持され、中団からレースを進めたものの伸びきれず初めて掲示板を外す9着に終わった。
陣営は10月1日に行われるスプリンターズステークスに備え、8月末に栗東トレーニングセンターに帰厩させる予定だったが、その矢先の8月19日早朝、放牧先のノーザンファーム空港牧場において調教中に急性心不全を発症し死亡した。

## 競走成績
以下の内容は、netkeiba.comおよびJBISサーチに基づく。
| 競走日 | 競走日 | 競走日 | 競馬場 | 競走名             | 格   | 距離 （馬場） | 頭 数 | 枠 番 | 馬 番 | オッズ （人気） | 着順 | タイム （上り3F） | 着差 | 騎手      | 斤量 [kg] | 1着馬 （2着馬）        | 馬体重 [kg] |
| ------ | ------ | ------ | ------ | ------------------ | ---- | ------------- | ----- | ----- | ----- | --------------- | ---- | ----------------- | ---- | --------- | --------- | ---------------------- | ----------- |
| 2004.  | 10.    | 16     | 京都   | 2歳新馬            |      | 芝1400m（良） | 16    | 4     | 7     | 005.3（3人）    | 01着 | 1:21.8（34.1）    | -0.8 | 0福永祐一 | 54        | （ルスナイオブサクラ） | 454         |
|        | 11.    | 07     | 京都   | ファンタジーS      | GIII | 芝1400m（良） | 13    | 3     | 3     | 002.7（2人）    | 01着 | 1:21.6（34.3）    | -0.7 | 0福永祐一 | 54        | （モンローブロンド）   | 452         |
|        | 12.    | 05     | 阪神   | 阪神ジュベナイルF  | GI   | 芝1600m（良） | 18    | 2     | 3     | 001.5（1人）    | 03着 | 1:35.2（35.0）    | -0.0 | 0福永祐一 | 54        | ショウナンパントル     | 452         |
| 2005.  | 03.    | 13     | 阪神   | フィリーズレビュー | GII  | 芝1400m（良） | 15    | 5     | 8     | 001.8（1人）    | 01着 | 1:21.2（34.3）    | -0.0 | 0福永祐一 | 54        | （デアリングハート）   | 460         |
|        | 04.    | 10     | 阪神   | 桜花賞             | GI   | 芝1600m（良） | 18    | 8     | 17    | 004.6（2人）    | 01着 | 1:33.5（34.7）    | -0.0 | 0福永祐一 | 55        | （シーザリオ）         | 454         |
|        | 05.    | 08     | 東京   | NHKマイルC         | GI   | 芝1600m（良） | 18    | 6     | 12    | 003.9（2人）    | 01着 | 1:33.6（33.6）    | -0.3 | 0福永祐一 | 55        | （デアリングハート）   | 454         |
|        | 9.     | 18     | 阪神   | ローズS            | GII  | 芝2000m（良） | 15    | 6     | 10    | 002.2（1人）    | 02着 | 2:00.2（36.7）    | -0.1 | 0福永祐一 | 54        | エアメサイア           | 458         |
|        | 10.    | 16     | 京都   | 秋華賞             | GI   | 芝2000m（良） | 18    | 3     | 5     | 001.8（1人）    | 02着 | 1:59.2（34.7）    | -0.0 | 0福永祐一 | 55        | エアメサイア           | 466         |
|        | 11.    | 20     | 京都   | マイルCS           | GI   | 芝1600m（良） | 17    | 1     | 1     | 006.9（2人）    | 03着 | 1:32.3（34.1）    | -0.2 | 0福永祐一 | 54        | ハットトリック         | 464         |
|        | 12.    | 18     | 阪神   | 阪神牝馬S          | GII  | 芝1600m（良） | 11    | 2     | 2     | 001.6（1人）    | 04着 | 1:35.1（36.3）    | -0.6 | 0福永祐一 | 56        | アドマイヤグルーヴ     | 466         |
| 2006.  | 03.    | 26     | 中京   | 高松宮記念         | GI   | 芝1200m（良） | 18    | 7     | 14    | 004.7（2人）    | 02着 | 1:08.0（34.0）    | -0.0 | 0福永祐一 | 55        | オレハマッテルゼ       | 470         |
|        | 04.    | 08     | 阪神   | 阪神牝馬S          | GII  | 芝1400m（良） | 12    | 4     | 4     | 001.7（1人）    | 01着 | 1:21.2（35.8）    | -0.5 | 0福永祐一 | 57        | （エアメサイア）       | 468         |
|        | 05.    | 14     | 東京   | ヴィクトリアマイル | GI   | 芝1600m（稍） | 18    | 3     | 6     | 002.4（1人）    | 09着 | 1:34.8（34.4）    | -0.8 | 0福永祐一 | 55        | ダンスインザムード     | 466         |

## 血統表
| ラインクラフトの血統                      | ラインクラフトの血統                                  | ラインクラフトの血統              | （血統表の出典）            | （血統表の出典）      |
| 父系                                      | フォーティナイナー系                                  | フォーティナイナー系              | フォーティナイナー系        | [ § 2 ]               |
| 父 * エンドスウィープ End Sweep 1991 鹿毛 | 父の父* フォーティナイナー Forty Niner 1985 栗毛      | Mr.Prospector                     | Raise a Native              | Raise a Native        |
| 父 * エンドスウィープ End Sweep 1991 鹿毛 | 父の父* フォーティナイナー Forty Niner 1985 栗毛      | Mr.Prospector                     | Gold Digger                 |                       |
| 父 * エンドスウィープ End Sweep 1991 鹿毛 | 父の父* フォーティナイナー Forty Niner 1985 栗毛      | File                              | Tom Rolfe                   | Tom Rolfe             |
| 父 * エンドスウィープ End Sweep 1991 鹿毛 | 父の父* フォーティナイナー Forty Niner 1985 栗毛      | File                              | Continue                    |                       |
| 父 * エンドスウィープ End Sweep 1991 鹿毛 | 父の母Broom Dance 1979 鹿毛                           | Dance Spell                       | Northern Dancer             | Northern Dancer       |
| 父 * エンドスウィープ End Sweep 1991 鹿毛 | 父の母Broom Dance 1979 鹿毛                           | Dance Spell                       | Obeah                       |                       |
| 父 * エンドスウィープ End Sweep 1991 鹿毛 | 父の母Broom Dance 1979 鹿毛                           | Witching Hour                     | Thinking Cap                | Thinking Cap          |
| 父 * エンドスウィープ End Sweep 1991 鹿毛 | 父の母Broom Dance 1979 鹿毛                           | Witching Hour                     | Enchanted Eve               |                       |
| 母 マストビーラヴド 1993 栗毛             | 母の父* サンデーサイレンス Sunday Silence 1986 青鹿毛 | Halo                              | Hail to Reason              | Hail to Reason        |
| 母 マストビーラヴド 1993 栗毛             | 母の父* サンデーサイレンス Sunday Silence 1986 青鹿毛 | Halo                              | Cosmah                      |                       |
| 母 マストビーラヴド 1993 栗毛             | 母の父* サンデーサイレンス Sunday Silence 1986 青鹿毛 | Wishing Well                      | Understanding               | Understanding         |
| 母 マストビーラヴド 1993 栗毛             | 母の父* サンデーサイレンス Sunday Silence 1986 青鹿毛 | Wishing Well                      | Mountain Flower             |                       |
| 母 マストビーラヴド 1993 栗毛             | 母の母ダイナシュート 1982 栗毛                        | * ノーザンテースト Northern Taste | Northern Dancer             | Northern Dancer       |
| 母 マストビーラヴド 1993 栗毛             | 母の母ダイナシュート 1982 栗毛                        | * ノーザンテースト Northern Taste | Lady Victoria               |                       |
| 母 マストビーラヴド 1993 栗毛             | 母の母ダイナシュート 1982 栗毛                        | シャダイマイン                    | *ヒッティングアウェー       | *ヒッティングアウェー |
| 母 マストビーラヴド 1993 栗毛             | 母の母ダイナシュート 1982 栗毛                        | シャダイマイン                    | *ファンシミン               |                       |
| 母系(F-No.)                               | フアンシミン(USA)系(FN:9-f)                           | フアンシミン(USA)系(FN:9-f)       | フアンシミン(USA)系(FN:9-f) | [ § 3 ]               |
| 5代内の近親交配                           | Northern Dancer 4×4                                   | Northern Dancer 4×4               | Northern Dancer 4×4         | [ § 4 ]               |
| 出典                                      | 1. 2. 3. 4.                                           | 1. 2. 3. 4.                       | 1. 2. 3. 4.                 | 1. 2. 3. 4.           |

- 祖母ダイナシュートは七夕賞など重賞3勝。母の全弟に高松宮記念優勝馬アドマイヤマックスがいる[12]。
- 半弟のダノンマスターズ（父・シンボリクリスエス）は2005年のセレクトセールで最高価格となる2億1000万円でダノックスに落札され、2007年にデビューを果たした[32]。
- 同じく半弟のアドマイヤロイヤル（父・キングカメハメハ）が2007年のJRHAセレクトセールで1億5500万円で叔父のアドマイヤマックスと同じ近藤利一オーナーが落札した[33]。2013年プロキオンステークス優勝。
- 半弟のフロレンティーノ（父・スウェプトオーヴァーボード）はアメリカのG2・ジェニファーソンカップステークス優勝馬。